# Albanura nana
Genre
Espèce
Synonymes
- Neanura nana Cassagnau & Peja, 1979

Albanura nana, unique représentant du genre Albanura, est une espèce de collemboles de la famille des Neanuridae.

## Distribution
Cette espèce est endémique d'Albanie.

## Publications originales
- Cassagnau & Peja, 1979 : Diagnoses préliminaires de quelques Neanuridae de Grèce et d'Albanie. Biologia Gallo-Hellenica, vol. 8, p. 205-222.
- Deharveng, 1982 : Clé de détermination des genres de Neanurinae (Collemboles) d'Europe et de la région méditerranéenne, avec description de deux nouveaux genres. Travaux du Laboratoire d'Écobiologie des Arthropodes Edaphiques Toulouse, vol. 3, no 4, p. 7-13.